# Атенс (округ)
Округ Атенс (англ. Athens County) располагается в штате Огайо, США. Официально образован в 1805 году. По состоянию на 2010 год, численность населения составляла 64 757 человек.

## География
По данным Бюро переписи США, общая площадь округа равняется 1 316,861 км2, из которых 1 304,325 км2 суша и 12,536 км2 или 0,950 % это водоёмы.

## Население
По данным переписи населения 2000 года в округе проживает 62 223 жителей в составе 22 501 домашних хозяйств и 12 713 семей. Плотность населения составляет 47,00 человек на км2. На территории округа насчитывается 24 901 жилых строений, при плотности застройки около 19,00-ти строений на км2. Расовый состав населения: белые — 93,48 %, афроамериканцы — 2,39 %, коренные американцы (индейцы) — 0,28 %, азиаты — 1,90 %, гавайцы — 0,02 %, представители других рас — 0,36 %, представители двух или более рас — 1,56 %. Испаноязычные составляли 1,03 % населения независимо от расы.
В составе 26,40 % из общего числа домашних хозяйств проживают дети в возрасте до 18 лет, 43,50 % домашних хозяйств представляют собой супружеские пары проживающие вместе, 9,20 % домашних хозяйств представляют собой одиноких женщин без супруга, 43,50 % домашних хозяйств не имеют отношения к семьям, 28,30 % домашних хозяйств состоят из одного человека, 8,30 % домашних хозяйств состоят из престарелых (65 лет и старше), проживающих в одиночестве. Средний размер домашнего хозяйства составляет 2,40 человека, и средний размер семьи 2,92 человека.
Возрастной состав округа: 18,30 % моложе 18 лет, 30,70 % от 18 до 24, 23,70 % от 25 до 44, 18,00 % от 45 до 64 и 18,00 % от 65 и старше. Средний возраст жителя округа 26 лет. На каждые 100 женщин приходится 95,60 мужчин. На каждые 100 женщин старше 18 лет приходится 93,30 мужчин.
Средний доход на домохозяйство в округе составлял 27 322 USD, на семью — 39 785 USD. Среднестатистический заработок мужчины был 30 776 USD против 23 905 USD для женщины. Доход на душу населения составлял 14 171 USD. Около 14,00 % семей и 27,40 % общего населения находились ниже черты бедности, в том числе — 21,20 % молодежи (тех, кому ещё не исполнилось 18 лет) и 12,90 % тех, кому было уже больше 65 лет.

## Известные уроженцы
- Мартехов, Василий Фёдорович - Герой Советского союза, родился на руднике Бигрон